# Monchique (freguesia)
Monchique es una freguesia portuguesa del concelho de Monchique, con 153,17 km² de superficie y 5.375 habitantes (2001). Su densidad de población es de 35,1 hab/km².